# Lemme de Grönwall
En mathématiques, le lemme de Grönwall, aussi appelé inégalité de Grönwall,  nommé d'après Thomas Hakon Grönwall qui l'établit en 1919, permet l'estimation d'une fonction qui vérifie une certaine inégalité différentielle. Le lemme existe sous trois formes, intégrale, différentielle et discrète.

## Utilisation
Le lemme de Grönwall constitue la justification et l'outil d'obtention de nombreuses approximations des solutions d'équations différentielles ordinaires. En particulier, il est possible de démontrer l'unicité d'une solution au problème de Cauchy (au travers du théorème de Cauchy-Lipschitz) à l'aide du lemme de Grönwall.

## Forme intégrale
Si {\displaystyle \psi \geq 0} et {\displaystyle \phi } sont des fonctions continues qui vérifient :
{\displaystyle \forall t\geq t_{0}\quad \phi (t)\leq K+\int _{t_{0}}^{t}\psi (s)\phi (s)\,\mathrm {d} s}
où {\displaystyle K} est une constante, alors :
{\displaystyle \forall t\geq t_{0}\quad \phi (t)\leq K\exp \left(\int _{t_{0}}^{t}\psi (s)\,\mathrm {d} s\right)}.
En particulier, si {\displaystyle K=0} et {\displaystyle \phi \geq 0} alors {\displaystyle \phi =0}.
Il existe une version plus générale du lemme de Grönwall dans le cas où {\displaystyle K} est une fonction de {\displaystyle t}. Si 
{\displaystyle \forall t\geq t_{0}\quad \phi (t)\leq K(t)+\int _{t_{0}}^{t}\psi (s)\phi (s)\,\mathrm {d} s}
alors 
{\displaystyle \forall t\geq t_{0}\quad \phi (t)\leq K(t)+\int _{t_{0}}^{t}K(s)\psi (s)\exp \left(\int _{s}^{t}\psi (\tau )\,\mathrm {d} \tau \right)\,\mathrm {d} s}
Enfin, si la fonction {\displaystyle K} est croissante, alors
{\displaystyle \forall t\geq t_{0}\quad \phi (t)\leq K(t)\exp \left(\int _{t_{0}}^{t}\psi (s)\,\mathrm {d} s\right)} 

## Forme différentielle
Si l'inéquation différentielle suivante est vérifiée :
{\displaystyle {\frac {\mathrm {d} \phi }{\mathrm {d} t}}(t)\leq \psi (t)\phi (t)},
alors on a l'inégalité :
{\displaystyle \phi (t)\leq \phi (t_{0})\exp \left(\int _{t_{0}}^{t}\psi (s)\,\mathrm {d} s\right)}
pour {\displaystyle t\geq t_{0}}.
En particulier, si {\displaystyle \phi (t_{0})=0}, alors {\displaystyle \forall t\geq t_{0}\quad \phi (t)\leq 0}.
Il est important de noter que la forme différentielle du lemme de Grönwall reste vraie sans l'hypothèse de positivité sur la fonction {\displaystyle \psi }.

## Forme discrète
La version discrète du lemme de Grönwall se présente dans la littérature en une multitude de déclinaisons.
Elle est couramment utilisée pour étudier la stabilité numérique des schémas d'intégration.
Considérons les trois suites de nombres réels positifs suivantes :
{\displaystyle \Delta t_{n}} le pas de temps à chaque itération,
{\displaystyle e_{n}} l'erreur totale (accumulée) à l'itération {\displaystyle n},
{\displaystyle \varepsilon _{n}} l'erreur supplémentaire apportée par l'itération {\displaystyle n}.
Considérons de plus le nombre réel positif {\displaystyle \lambda } qui représente un facteur d'amplification de l'erreur.
Finalement, ajoutons, pour simplifier l'écriture :
{\displaystyle t_{n}} le temps à l'itération {\displaystyle n},
de sorte que {\displaystyle t_{n}=t_{0}+\sum _{i=0}^{n-1}\Delta t_{i}}.
Si de plus les erreurs successives sont liées par
{\displaystyle \forall n\geq 0\quad e_{n+1}\leq (1+\lambda \Delta t_{n})e_{n}+\varepsilon _{n}},
alors :
{\displaystyle e_{n}\leq e^{(t_{n}-t_{0})\lambda }e_{0}+\sum _{i=0}^{n-1}e^{\lambda (t_{n}-t_{i+1})}\varepsilon _{i}}.
La démonstration se fait par récurrence en remarquant que {\displaystyle 1+\mu \leq e^{\mu }} pour tout {\displaystyle \mu \geq 0}.